# Wen Zhengming
Wen Zhengming, (28 de noviembre de 1470-28 de marzo de 1559), fue un calígrafo y poeta y pintor chino de la dinastía Ming, nacido en 1470, nativo de Suzhou, provincia de Jiangsu, murió en 1559. Nacido Wen Bi, tomó el nombre personal para zi Zhengming, como apodo Zhengzhong y como «nombre de arte» hao Hengshan. Está considerado uno de los cuatro maestros de su tiempo, Wen Zhengming es uno cuya actitud artística encarna el ideal académico, tanto por su carácter, intransigente sobre las cuestiones de integridad como en sus obras literarias, pictóricas y caligráficas. Fue junto con Shen Zhou, su maestro, una de las figuras dominantes de la escuela Wu y de la pintura china en la primera mitad del siglo XVI. .

## Biografía
Wen Zhengming nació Wen Bi cerca de la actual Suzhou el 28 de noviembre de 1470. Más tarde sería conocido por su nombre de cortesía, Zhengming. Tenía un hermano mayor, Wen Gui, que nació en 1469. Cuando Zhengming tenía dos años, su padre, Wen Lin, aprobó el examen imperial con el rango más alto posible, jinshi. A Wen Lin se le asignó un puesto de magistrado en el condado de Yongjia en la provincia de Zhejiang, y se trasladó a su trabajo, dejando a sus dos hijos al cuidado de su esposa, Qi Shenning. En 1476, Qi murió a la edad de 32 años. Wen Lin le encargó al notable erudito Li Dongyang que escribiera una inscripción para su tumba.

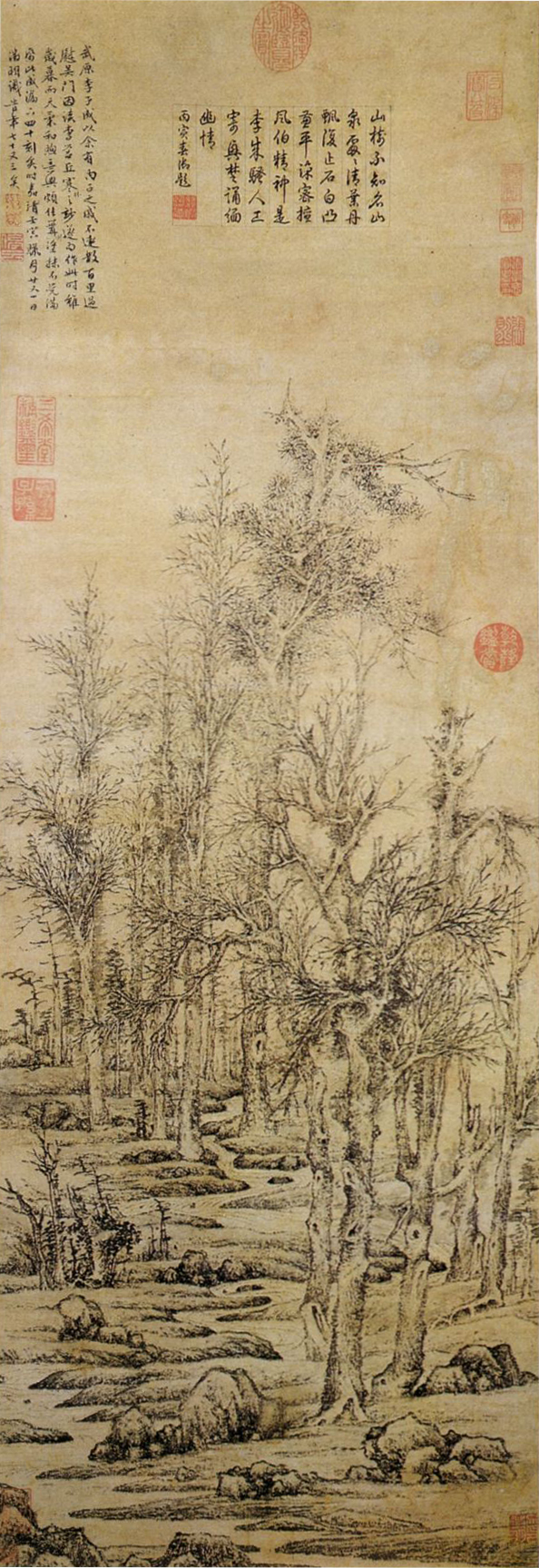
Árboles de invierno después de Li Cheng. Museo Británico

La familia de Wen Zhengming era originaria de una línea de militares que vivían en el condado de Hengshan, provincia de Hunan. Con su tatarabuelo Wen Dingcong, la familia se mudó a la ciudad de Changzhou en el área de Suzhou. Zhengming era un pariente lejano del oficial de la dinastía Song Wen Tianxiang, a través de un antepasado que vivía en Hengshan. De esto derivó su hao (nombre de arte), Hengshan, que usó para firmar muchas de sus obras. Su padre Wen Lin y su abuelo Wen Hong  estaban interesados en la pintura. Wen Lin también fue un mecenas de Tang Yin, contemporáneo de Wen Zhengming y miembro de los «Cuatro Maestros de la dinastía Ming»".
En 1489, Wen Zhengming comenzó a estudiar con Shen Zhou, el mayor de los Cuatro Maestros y fundador de la escuela Wu de pintura, del cual el propio Wen se convirtió luego en una figura destacada. El padre de Zhengming, Wen Lin, murió en 1499, mientras trabajaba como prefecto de Wenzhou. A pedido de Zhengming, Shen Zhou proporcionó una cuenta escrita de la vida de Wen Lin para el funeral.
Wen Zhengming se casó con la hija de un alto funcionario y jinshi llamado Wu Yu alrededor del año 1490. Su tío era el artista Xia Chang, cuyas pinturas de bambú pudieron haber influido en la obra de Wen. Poco se sabe sobre la propia esposa de Wen, cuyo nombre personal no fue registrado. Después de su muerte en 1542, Wen pintó Árboles de invierno después de Li Cheng  para un invitado que llegó con un regalo para llorar su muerte.

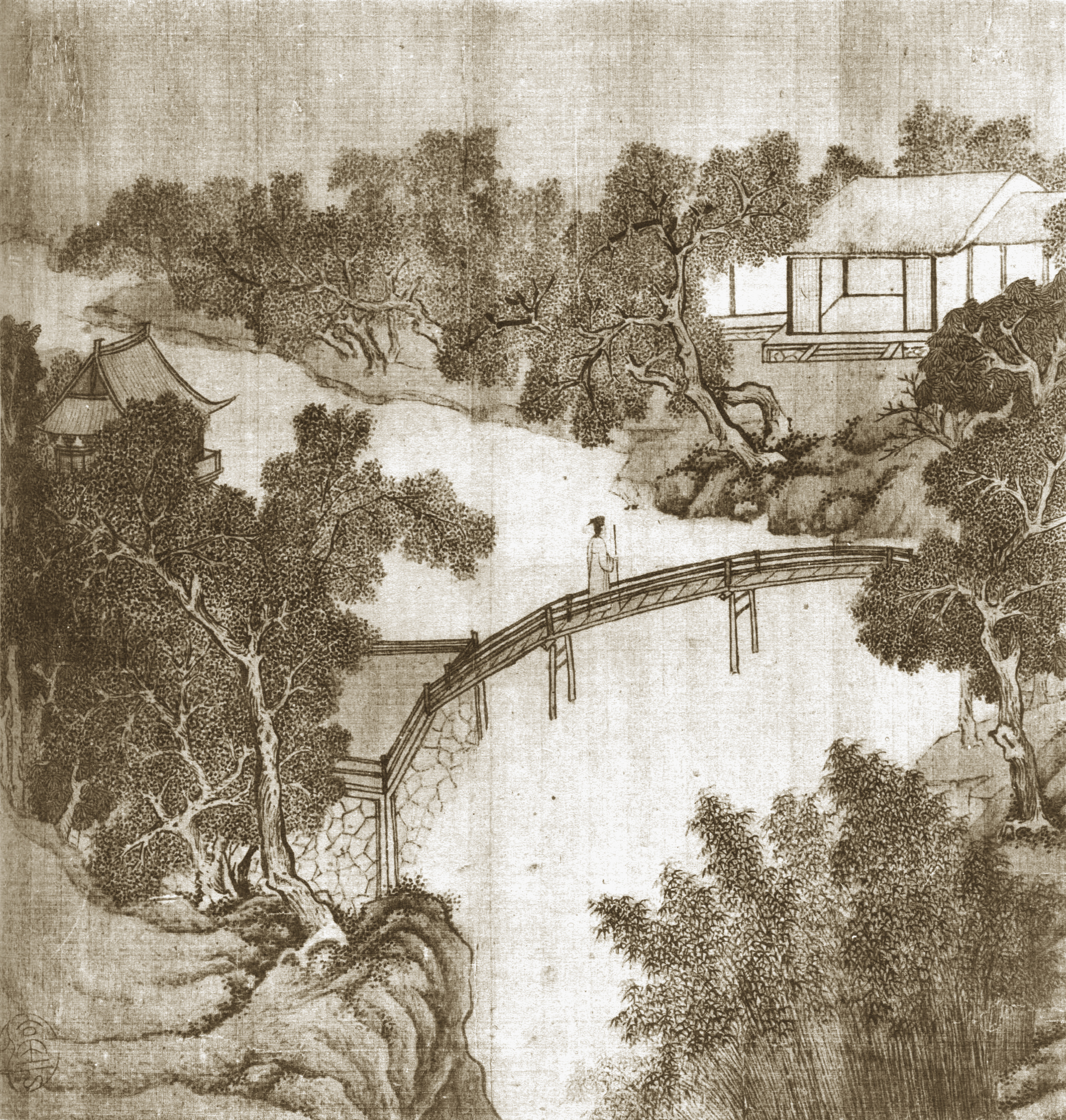
Boceto del Jardín del administrador humilde, por Wen Zhengming.

Alrededor de 1509-1513, Wang Xianchen, un amigo de la familia Wen, comenzó la construcción en el Jardín del administrador humilde, generalmente considerado como uno de los jardines clásicos más grandes de China. El jardín es el tema de algunos de los poemas y pinturas de Wen Zhengming, incluyendo un álbum de treinta y una vistas pintadas en 1535 y una segunda de ocho vistas en 1551.
Wen Gui, hermano de Wen Zhengming, murió en 1536. El hijo mayor de Zhengming, Wen Peng, fue un notable grabador de sellos. Su segundo hijo, Wen Jia, también fue artista, al igual que su sobrino Wen Boren (hijo de Wen Gui). Su bisnieto, Wen Zhenheng, un notable diseñador de jardines, reconstruyó el Jardín de cultivo en Suzhou, en una área del jardín agregó en su reconstrucción  hierba (hierba dulce); su intención era evocar su principio de «dejar a los residentes libres de preocupaciones, hacer que los inquilinos no estén dispuestos a irse y permitir que los visitantes abandonen su cansancio». El jardín es muy típico de la estética del diseño de la dinastía Ming debido a su clara composición en el plano y la elegancia y simplicidad de sus elementos.

## Estilo

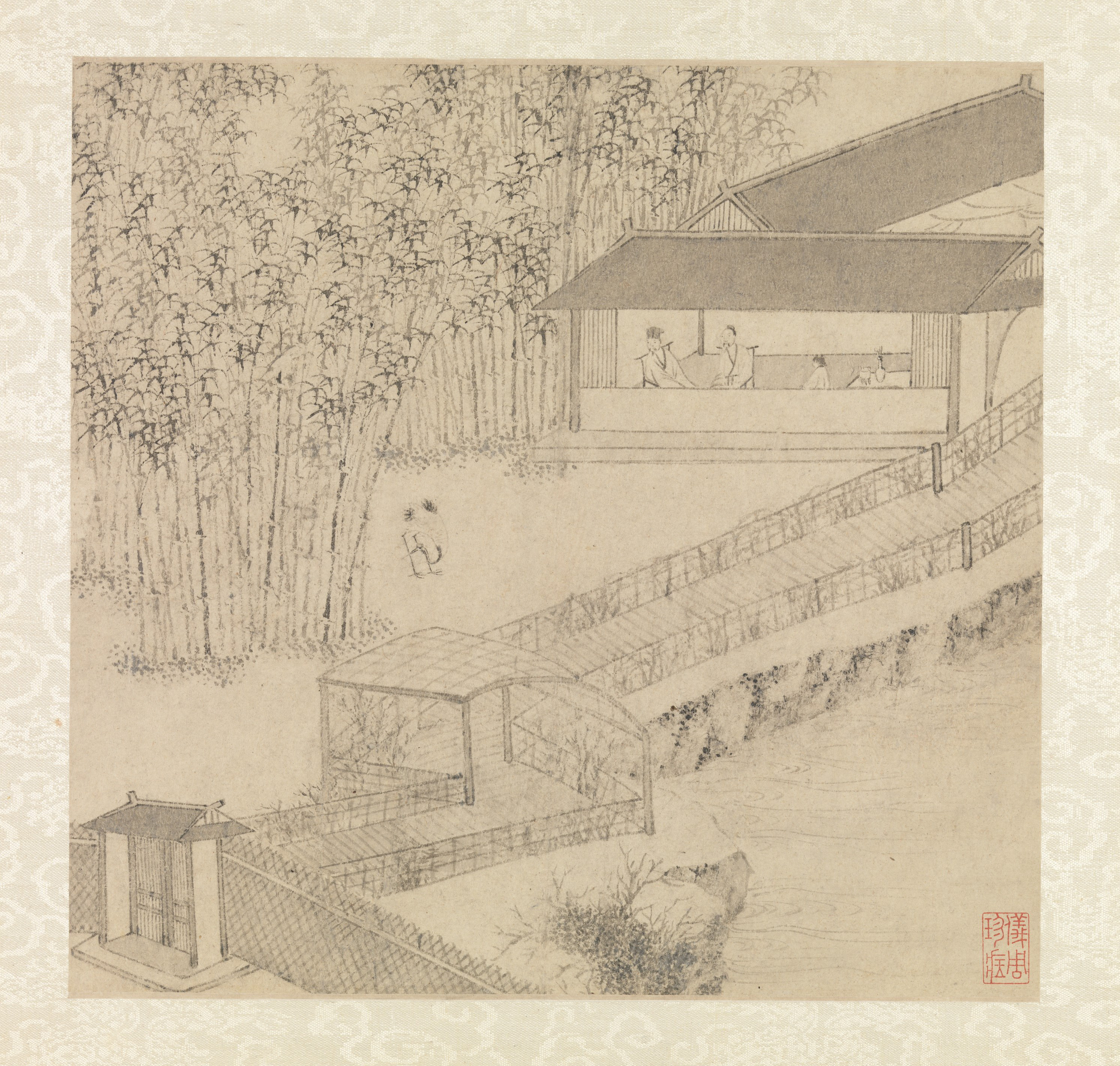
Una de las ocho hojas de álbum que representan el Jardín del Administrador Humilde, pintada en 1551

Wen Zhengming fue uno de los artistas literarios de la dinastía Ming que se opusieron al estilo profesional, influenciado por la academia, favorecido en la región de Zhejiang. Wen y otros artistas aficionados de la escuela Wu —llamada así por la región alrededor de Suzhou, donde muchos de ellos estaban ubicados— llevaron a cabo la tradición erudita-artista wenren (chino : 文人) de las dinastías precedentes. Evitando el patrocinio oficial y hostil a la política de la corte imperial, estos artistas buscaban mecenas privados y el respeto de sus pares, con frecuencia pintando obras al estilo de maestros mayores. Wen estudió con el fundador de la escuela Wu, Shen Zhou, cuyo estilo fue profundamente influenciado por él. A veces agregaba su propia poesía a las pinturas de Shen Zhou, beneficiándose así de la reputación establecida de este último. Después de que alcanzó la fama por derecho propio, muchos colofones de Wen a las obras de Shen Zhou a menudo les daban autenticidad a los ojos de los coleccionistas.
Wen y su mentor veneraron a los artistas de las dinastías Song y Yuan precedentes, aunque rara vez los imitó directamente. Produjo trabajos en varios estilos, y ha sido llamado «camaleón», cuyas obras podrían ser identificadas erróneamente. Se conservan doscientas pinturas de su mano. Muchas tienen una fecha que permite ubicar y rastrear la evolución artística de su autor. Según Wenjia xinglüe , «no le importan demasiado las formas habituales de copiar e imitar. Sin embargo, cuando ve hermosas obras pintadas por antiguos maestros, una mirada es suficiente para capturar las ideas [que expresan]. Él es dueño de su propio corazón». Las pinturas de Wen fueron muy buscadas por coleccionistas acaudalados a lo largo del siglo XVI, y las falsificaciones de sus obras fueron comunes durante la última parte de Ming.
Wen Zhengming también fue un escritor prolífico y conocido, cuyos poemas a menudo tocaban el tema de la pintura. Consideraba que el arte y la naturaleza eran inseparables, y con frecuencia escribía y pintaba escenas de la naturaleza, así como jardines privados como el Jardín del administrador humilde.
Además de su poesía y pintura, Wen Zhengming también era conocido por su caligrafía. De joven, Zhengming fue presentado por su padre, Wen Lin, a un destacado calígrafo del área de Suzhou. Para 1541, se pensaba que era el mejor calígrafo de China, particularmente en los estilos kaishu y xingshu. Como calígrafo, su técnica fue influenciada por la del maestro de la dinastía Song, Huang Tingjian.

## Galería

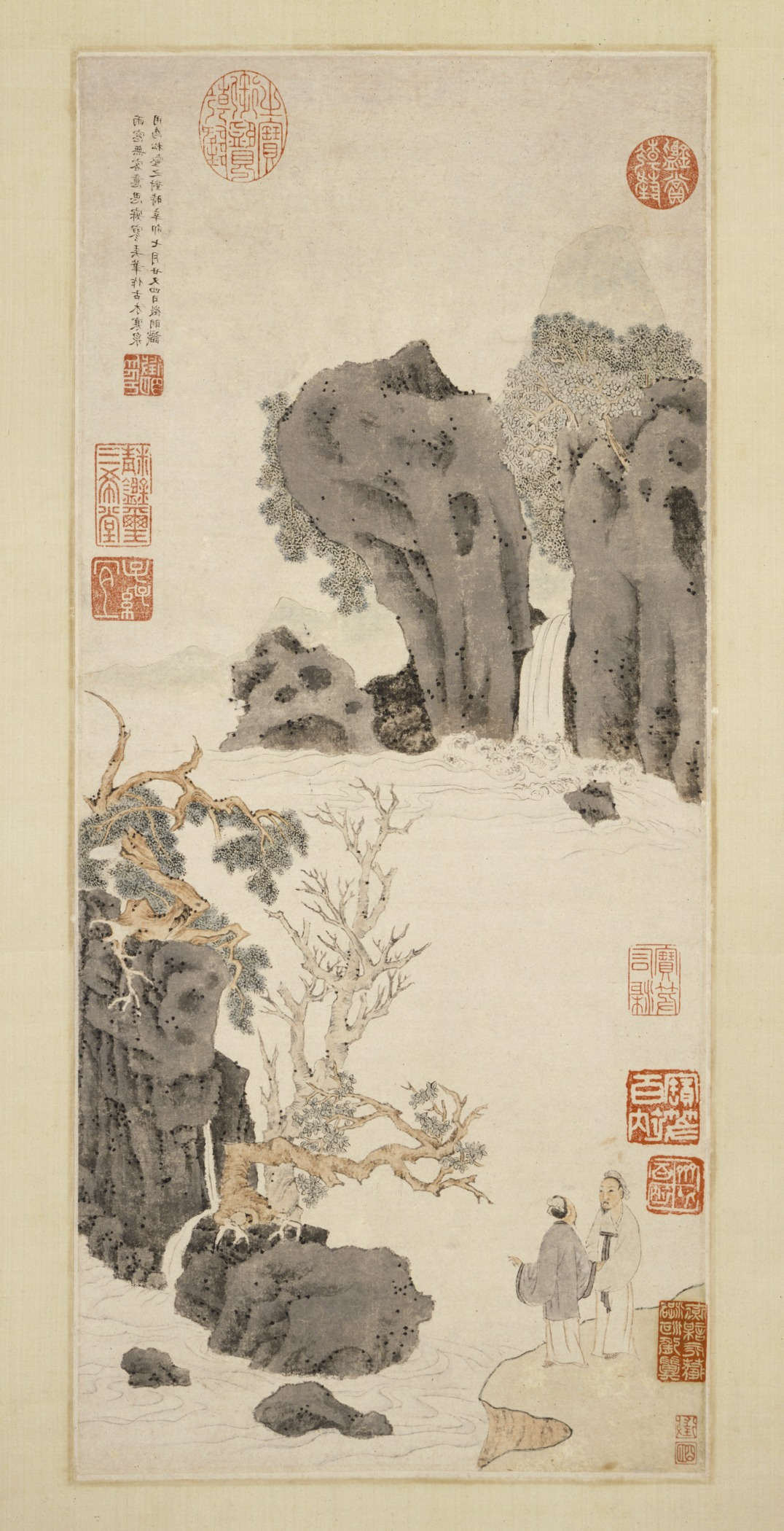
Wen Zhengming, 1531. Viejos árboles cerca de una cascada. Tinta y colores sobre papel, 54,6 x 24,7 cm. LACMA
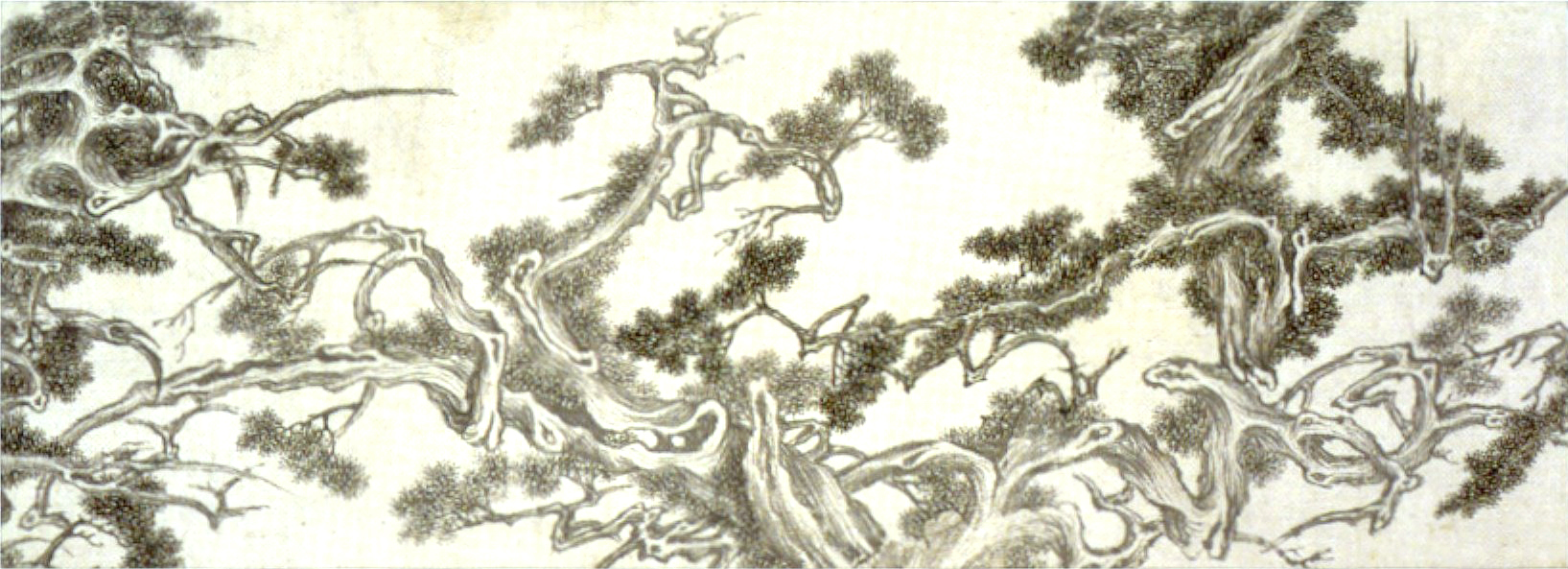
Wen Zhengming, 1532. Los siete enebros (detalle). Tinta y colores claros sobre papel. Museo de Arte de Honolulu
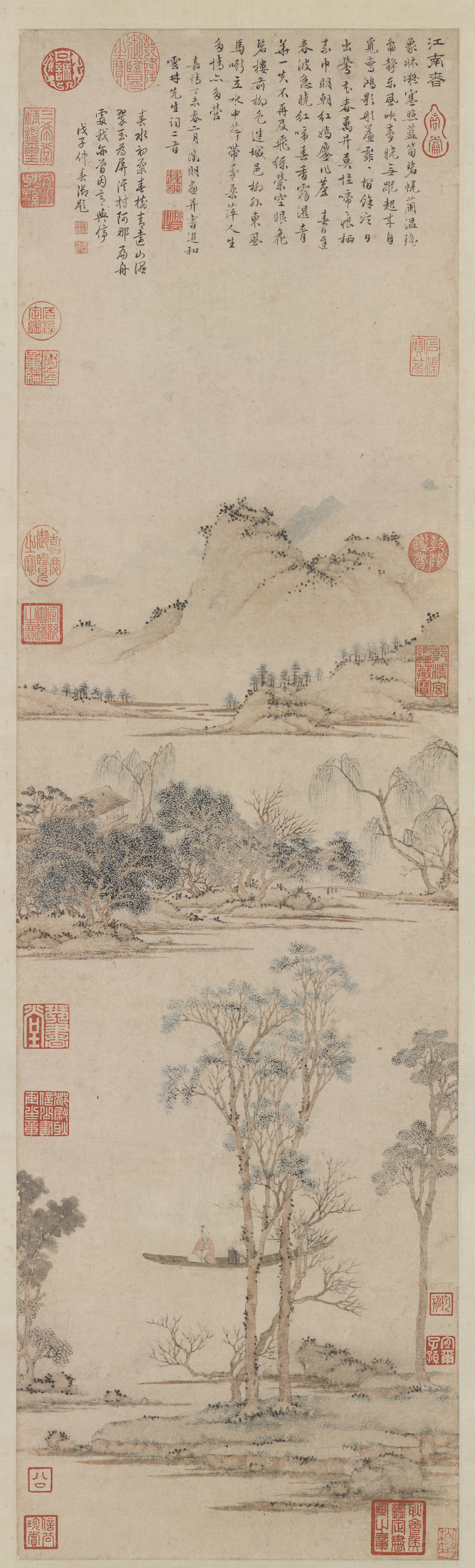
Wen Zhengming. 1547. Primavera en Kiangnan. Tintaa y colores claros, papel. H. 106, Museo del Palacio Nacional
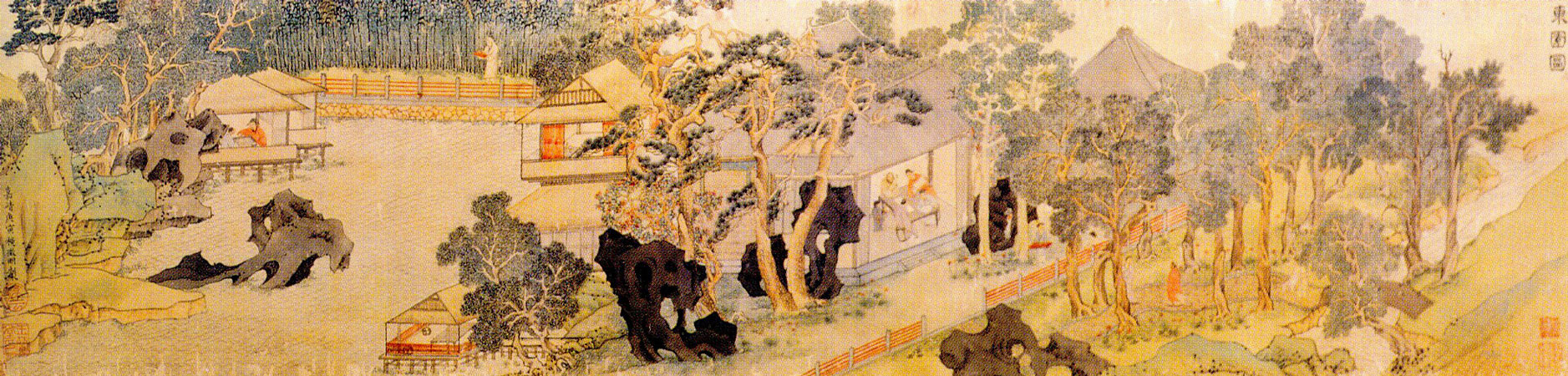
Wen Zhengming. 1530. Vista del Jardín Este. Rollo portátil, tinta y colores sobre seda. Museo del Palacio Nacional.
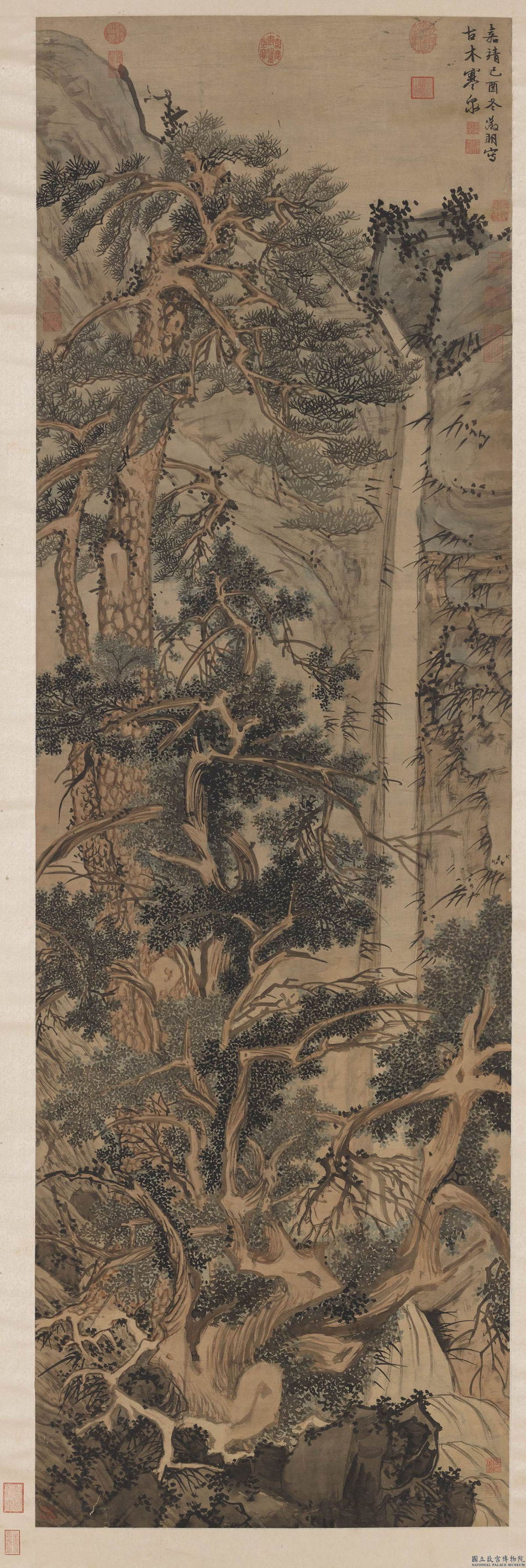
Wen Zhengming. 1549. Árboles viejos cerca de una cascada fría. Rollo vertical, tinta y colores sobre seda. Museo del Palacio Nacional
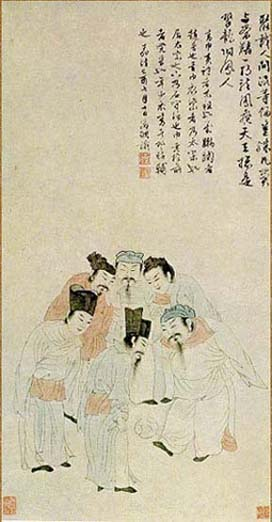
Wen Zhengming. El juego de cuju